# إريك بروبيرت
إريك بروبيرت (بالإنجليزية: Eric Probert)‏ هو لاعب كرة قدم بريطاني في مركز الوسط، ولد في 17 فبراير 1952 في South Kirkby and Moorthorpe ‏ في المملكة المتحدة، وتوفي في 1 سبتمبر 2004 في Pontefract ‏ في المملكة المتحدة. لعب مع نادي بيرنلي ونادي دارلنجتون ونوتس كاونتي.